# Lucius Tiberius Claudius Pompeianus

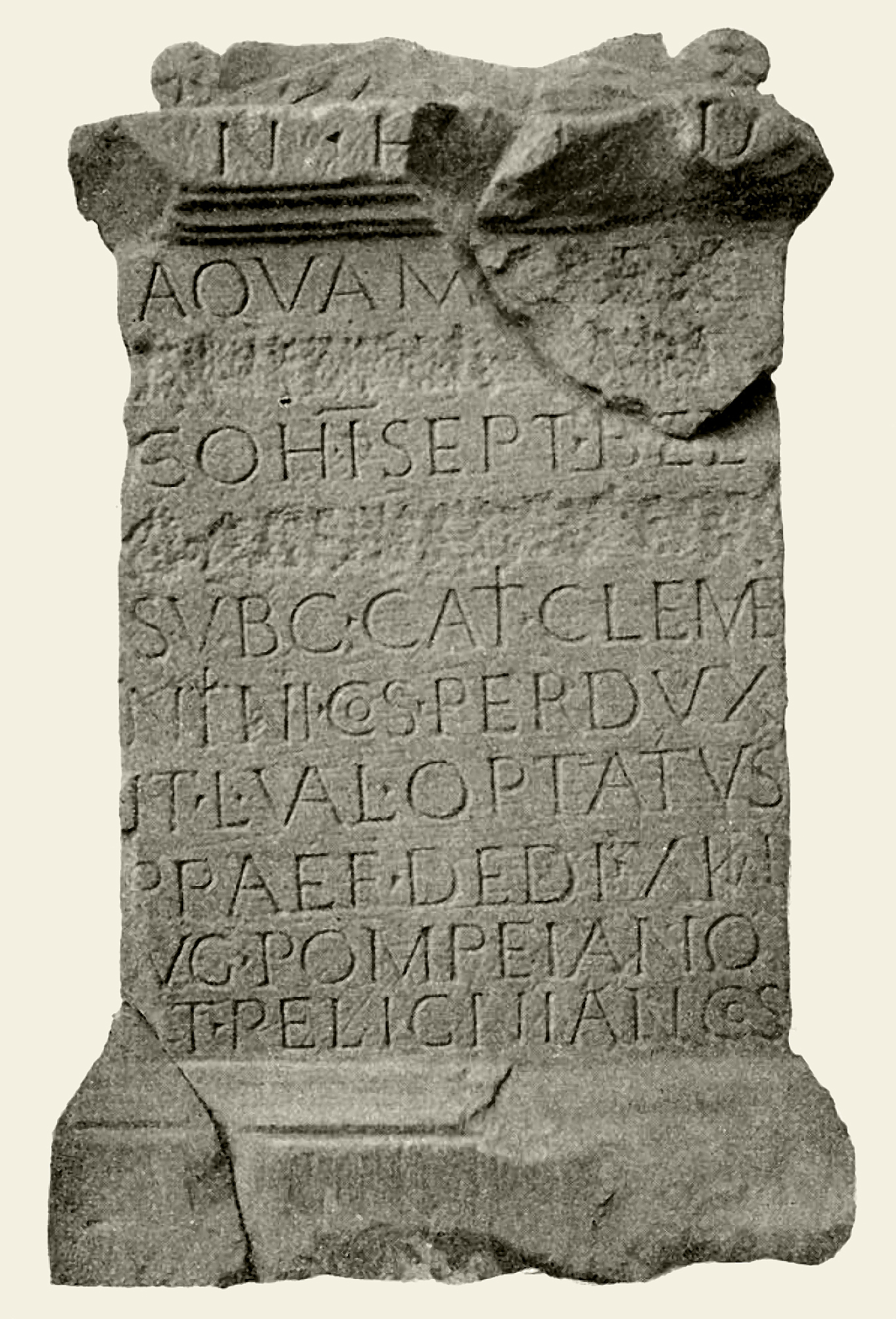
Die Inschrift

Lucius Tiberius Claudius Pompeianus war ein römischer Politiker und Senator des 3. Jahrhunderts.
Pompeianus stammte aus Antiocheia. Sein Vater war Lucius Aurellius Commodus Pompeianus, der im Jahre 209 Konsul war und während der großen Säuberung, nach dem Tod des Geta, von Caracalla hingerichtet wurde (Ende 211/212).
Durch ein Militärdiplom und durch eine Inschrift, die auf den 23. Juli 231 datiert ist, ist belegt, dass Pompeianus im Jahre 231 zusammen mit Titus Flavius Sallustius Paelignianus ordentlicher Konsul war.